# Sarnivka, Olevsk
Sarnivka (în ucraineană Сарнівка) este un sat în comuna Maidan din raionul Olevsk, regiunea Jîtomîr, Ucraina.

## Demografie
Componența lingvistică a localității Sarnivka
     Ucraineană (98,83%)
     Alte limbi (1,17%)
Conform recensământului din 2001, majoritatea populației localității Sarnivka era vorbitoare de ucraineană (98,83%), existând în minoritate și vorbitori de alte limbi.